# رضا تورابيان
رضا تورابيان (8 مايو 1970 بالري في إيران - ) هو لاعب كرة قدم إيراني في مركز الدفاع. شارك مع منتخب إيران لكرة القدم. أما مع النوادي، فقد لعب مع باليستيير خالسا وستاندارد لييج ونادي باس طهران ونادي برسبوليس.

## وصلات خارجية
- رضا تورابيان على موقع قاعدة بيانات كرة القدم.إي يو (الإنجليزية)
- رضا تورابيان على موقع ناشيونال فوتبول تيمز (الإنجليزية)